# Сига, Аои
Аои Сига (яп. 志賀 葵 Сига Аои, род. 4 июля 1999, Хоккайдо) — японская хоккеистка, защитник. Игрок национальной сборной Японии с 2016 года. В чемпионате Японии выступала за команду «Тоёта Сигнус», ранее за «Обихиро Ледис». С 2015 по 2017 год играла в составе юниорской сборной Японии, была капитаном на турнире чемпионате мира 2017 года. Победительница турниров в первом дивизионе чемпионата мира 2017 и юниорского чемпионата мира 2016 годов. Участница хоккейного турнира Олимпийских игр 2018 года. Младшая сестра, Аканэ Сига, также выступает за женскую сборную Японии по хоккею с шайбой.

## Биография
Аои Сига родилась на Хоккайдо. У неё есть младшая сестра, Аканэ, которая также является хоккеисткой. Аои играет за команду «Тоёта Сигнус», ранее за «Обихиро Ледис». В сезоне 2014/15, в возрасте 16-ти лет, дебютировала за юниорскую сборную Японии на чемпионате мира до 18 лет. Сига стала единственной игроком обороны своей команды, которая набрала более одного очка. Япония заняла последнее место и перешла в первый дивизион. На турнире 2016 года Аои вместе с сестрой Аканэ стали самыми результативными защитниками японской команды. Японки выиграли все матчи на соревновании и получили допуск в топ-дивизион. В этом же году Сига дебютировала за основную сборную Японии на чемпионате мира 2016. Японки не сумели сохранить место в элитном дивизионе, уступив в серии за 7-е место сборной Швейцарии.
В 2017 году Сига также принимала участие на юниорском и взрослом чемпионатах мира. Результаты оказались противоположными относительно прошлого года: основная сборная вышла в топ-дивизион, юниорская перешла на уровень ниже. На чемпионате мира до 18 лет Аои была капитаном и по итогу турнира вошла в тройку лучших игроков своей сборной по версии тренеров. В 2018 году Аои Сига вошла в окончательный состав сборной Японии для участия на хоккейном турнире зимних Олимпийских игр 2018 в Пхёнчхане. Японки выступили успешно, заняв 6-е место и повторив лучший результат с Игр 1998. Аои Сига принимала участие в чемпионате мира 2019. На данном турнире, как и на предыдущих в составе основной сборной, Аои не сумела набрать результативных баллов. Япония проиграла в 1/4 финала сборной США и заняла на турнире 8-е место.

## Статистика
| Легенда | Легенда                    | Легенда | Легенда                   | Легенда | Легенда    |
| ------- | -------------------------- | ------- | ------------------------- | ------- | ---------- |
| И       | Количество проведённых игр | Штр     | Штрафное время            | +/−     | Плюс-минус |
| Г       | Голы                       | П       | Голевые передачи          | О       | Очки       |
| -       | Статистика неизвестна      | —       | Статистика не учитывалась |         |            |

### Международная
По данным: Eurohockey.com и Eliteprospects.com

## Достижения
Командные
| Год  | Команда         | Достижение                                                  | Достижение |
| ---- | --------------- | ----------------------------------------------------------- | ---------- |
| 2016 | Япония (юниор.) | Победительница первого дивизиона юниорского чемпионата мира |            |
| 2017 | Япония          | Победительница группы A первого дивизиона чемпионата мира   |            |

- По данным Eliteprospects.com.